# DNA (防彈少年團歌曲)
〈DNA〉是韩国男子组合防弹少年团韩、日语歌曲。歌曲是他们第五張韓語細碟 《Love Yourself 承 'Her'》的主打歌曲，之後也被收錄在第四張特別專輯《Love Yourself 結 'Answer'》。韩语版在2017年9月18日正式推出，日语版則在同年12月6日由环球音乐发行。
歌曲主题为命运和一见倾心的爱。〈DNA〉是表現青春時期充滿青澀與沖勁的愛情歌曲，表達了青年們衷心的愛，它包含了一個信息，即「我們兩個從最初就是命中注定要連結的，我們的DNA可以視作同一個東西」。該曲風以流行電音為基礎，加上具有中毒性的口哨聲和純吉他的旋律，雖然是像防彈少年團的風格，但又與原本組合的色彩做出差異化，帶來更高一層的音樂。
〈DNA〉的音樂錄影帶連同音源在9月18日下午6時同步公開，影片在發佈後僅用8小時4分的時間，點閱率便突破千萬，打破以往紀錄，成為韓國團體用時最短突破千萬點閱率的歌手。而在2017年10月12日，〈DNA〉以24天1小時的用時紀錄在YouTube頻道上突破1億觀看人次，再次刷新韓團音樂錄影帶最快破億的紀錄，將原紀錄提升了22天6小時。〈DNA〉得到美國唱片業協會金认证和日本唱片協會的雙白金认证。